# Torsten Oehrl
Torsten Oehrl (Itzgrund, 7 gennaio 1986) è un calciatore tedesco, attaccante del Sassanfahrt.